# 聯合早報
聯合早報（Lianhe Zaobao、れんごうそうほう）は、中国語の新聞としてはシンガポールで最大の発行部数を誇る新聞（日刊約20万部）。朝日新聞の特約メディアの一つ。シンガポール国営のメディア企業シンガポール・プレス・ホールディングズ(SPH)により発行されている。

## 歴史
1983年3月16日に、シンガポールとマレーシアで古い歴史を持つ南洋商報と星洲日報の2紙が政府主導で合併して設立。そのため当初は「南洋星洲聯合早報」が正式の紙名だった。現在でも題字下にサブタイトル的な形で「南洋・星洲」の文字が残っている。その後、1984年に英語紙ザ・ストレーツ・タイムズの発行会社と統合し、現在のシンガポール・プレス・ホールディングズが誕生した。
前身の南洋商報は1923年、星洲日報は1929年に創刊され、イギリス植民地として一体化していた海峡植民地（現シンガポール）、Federated Malay States（現マレーシア）両国で発行された。1965年のシンガポール独立後、両国で発行を維持しながらもクアラルンプールでの編集が始められたが、1970年代には紙号こそ同一ながらもシンガポール版は政府機関紙としての色合いを強めた。

南洋商報と星洲日報はシンガポールでの発行が統合された後も、マレーシアでは別々に発行を続けている。2007年には、マレーシア版を発行していた2社が揃って香港の明報に買収され合併、「世界華文媒体有限公司」となった。

## 論調
日本の首相の靖国神社参拝や新しい歴史教科書をつくる会の歴史教科書を批判しており、「シンガポールが過去に（日本に）蹂躙されたことを忘れたわけではない」など、日本の一部における歴史認識を批判している。同紙の靖国参拝の記事に対して、在シンガポール日本国大使館が公使書簡を出し、日本の立場を説明したり、首相が職務として参拝しているわけではない旨の反論をしたこともある。